# بژژنه (شهرستان رازنگ پودلاسکی)
بژژنه (به لهستانی:  Brzeziny) یک روستا در لهستان است که در گمینا کومارووکا پودلاسکا واقع شده‌است. بژژنه ۱۲۴ نفر جمعیت دارد.